# Louise Diede zum Fürstenstein
Louise Diede zum Fürstenstein, née Louise von Callenberg le 25 août 1752 au château de Muskau, en Haute-Lusace (électorat de Saxe), et morte le 29 août 1803 à la villa Rezzonico, près de Bassano del Grappa (province de Vicence), est une claveciniste, pianiste et compositrice allemande.

## Biographie

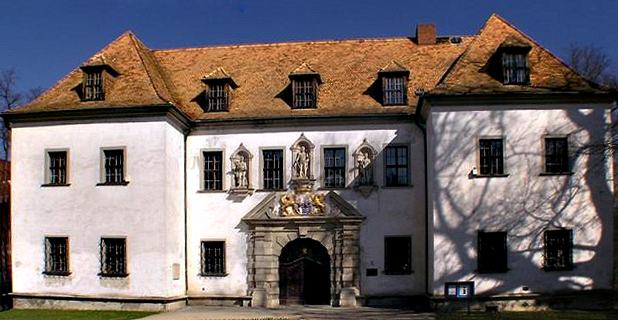
Façade de l'ancien château de Muskau.

Ursula Margarethe Louise est la plus jeune des quatre enfants du comte Johann Alexander von Callenberg (1697-1776), seigneur de Muskau, et de sa seconde épouse, née comtesse Rahel Luise von Werthern-Beichlingen (1726-1753). Elle a pour frère Georg Alexander von Callenberg (1744-1795), président de la Société des sciences de Haute-Lusace, qui aura pour petit-fils l'orientaliste Hermann von Pückler-Muskau. 
À l'âge d'à peine un an, Louise perd sa mère. Son père lui assure une bonne éducation grâce à des précepteurs, notamment en langues et en musique. Louise acquiert une certaine virtuosité dans la pratique du luth mais se distingue surtout au piano et au clavecin. Elle compose plusieurs sonates pour clavier.

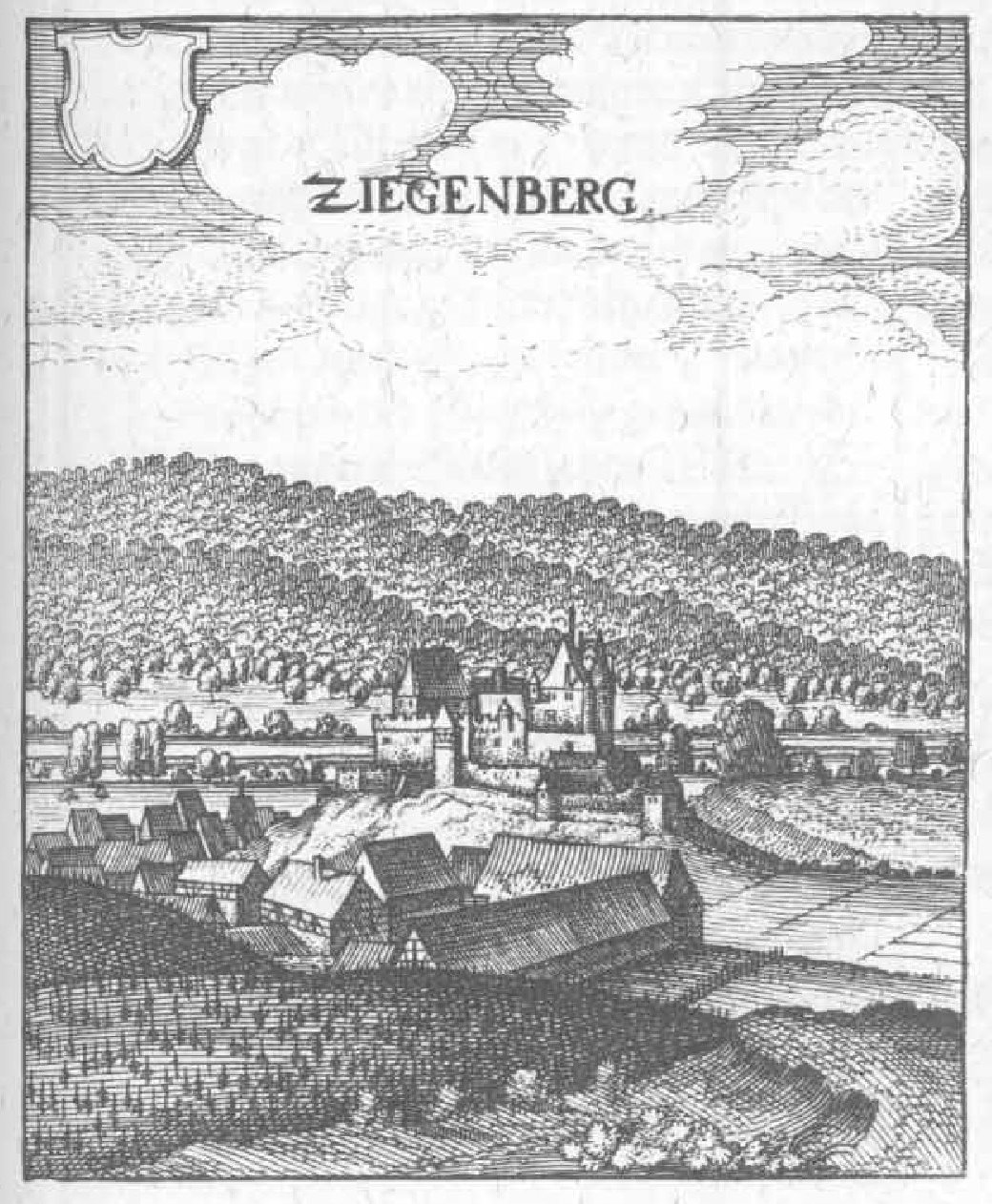
Le château de Ziegenberg, gravure de la Topographia Hassiae de Matthäus Merian, 1655.

Le 10 janvier 1772, elle épouse Wilhelm Christoph Diede zum Fürstenstein (1732-1807), diplomate du royaume du Danemark, envoyé extraordinaire à la cour de Londres, puis ministre du duché de Holstein. Ils ont trois filles :
- Charlotte (1773-1846), qui épouse le comte Christian Detlev Karl zu Rantzau (1772-1812) ;
- Henriette (1774-1789) ;
- Luise  (1778-1857), qui épouse Georg Löw von und zu Steinfurth (1750-1811).

Leur résidence principale est le château de Ziegenberg, dans l'arrondissement de Wetterau (Hesse). La famille est liée d'amitié avec les poètes Herder et Goethe. Ce dernier décrit en termes élogieux le talent de la jeune femme au piano.
Louise Diede zum Fürstenstein meurt de la dysenterie le 29 août 1803 au cours d'un voyage en Italie, en compagnie de son mari et de sa plus jeune fille. Tous trois séjournent alors chez leur ami Abbondio Rezzonico (1742-1810), premier et dernier prince Rezzonico. Elle est enterrée le 1er septembre à Padoue. Wilhelm Christoph Diede zum Fürstenstein demande plus tard à Goethe d'écrire des vers pour un monument qu'il souhaite élever à la mémoire de sa femme.